# 782
Cette page concerne l'année 782  du calendrier julien. Pour l'année 782 av. J.-C., voir 782 av. J.-C.
L'année 782 est une année commune qui commence un mardi.

## Événements
- Juillet : Charlemagne passe le Rhin à Cologne (il est à Düren le 4 juillet[1]) et tient une assemblée (« champ de mai ») aux sources de la Lippe (25 juillet[1]), où l’organisation en comtés est étendue à la Saxe. Charlemagne reçoit à Lippspringe des ambassadeurs étrangers, ceux du roi de Danemark Siegfried et ceux du khan des Avars, venus « pour la paix » ; les annales révèlent seulement que Charlemagne « les entendit et les congédia ». Au même moment, une armée avar considérable se présente sur l'Enns mais part après une simple démonstration de force[2],[3].
- 28 juillet : diplôme original de Charlemagne pour le monastère de Hersfeld[1].

- Été : victoire des Saxons de Widukind alliés aux Sorabes sur la cavalerie franque d'Adalgise, de Geilon, et de Woradus, à Süntelgebirge, (Süntel, massif montagneux voisin de la Weser). Le chambrier Adalgise et le connétable Geilon sont tués avant d’avoir reçu les renforts venus du Rhin de Théodoric.
- Octobre[4] : Charlemagne intervient en Saxe, fait exécuter 4500 chefs saxons près de Verden (Journée de Verden) sur l’Aller et somme tous les Saxons de se convertir au christianisme sous peine de mort (Capitulaire de partibus Saxonie). Puis il prend ses quartiers d’hiver à Thionville[5].

- Invasion arabe en Anatolie ; trahison du stratège Tatzatès du thème des Bucellaires, qui aide les Arabes à faire prisonnier Staurakios et le domestique des Scholes Antoine, puis fuit en Arménie. Irène doit s'engager à payer 160 000 nomismata de tribut annuel. Les otages sont libérés[6].
- Fuite de l'ancien gouverneur de Sicile byzantine Elpidius en Afrique du Nord, puis auprès du calife[6].
- Charlemagne appelle le théologien anglo-saxon Alcuin à sa cour[7]. Il prend la tête de l'école palatine jusqu'en 790[8].
- Le Lombard Paul Diacre se rend en ambassade auprès de Charlemagne, qui le retient pendant quatre ans et le charge d’enseigner le grec à ses clercs[9].
- Fondation de l’abbaye d'Aniane[10] par Wittiza, fils du comte Aygulf de Maguelone. Découragé par la règle trop stricte, les moines l’abandonnent. En 787, Wittiza, devenu Benoît d'Aniane, construit un nouvel établissement plus spacieux et soumet la communauté à la règle plus humaine de Benoît de Nursie dont il a pris le nom. Trois de ses disciples, Attilio, Nebridius et Anian, fondent à son exemple en Septimanie les abbayes de Saint-Thibéry, Lagrasse, Caunes-Minervois et Saint-Laurent-de-Vernazobre (Canton de Saint-Chinian)[11].

## Décès en 782
- 11 janvier : Kōnin, empereur du Japon.